# Adolf Giele
Adolf Giele (* 17. Dezember 1929 in Stuhm; † 29. Mai 2002) war ein deutscher Handballspieler und -trainer.

## Leben
Giele spielte beim SC Victoria Hamburg.
Er stand im gemeinsamen Aufgebot des Deutschen Handballbundes und des Deutschen Handballverbandes bei der Weltmeisterschaft (WM) 1954 (2. Platz), der WM 1958 (3. Platz) und der WM 1961 (4. Platz).
Nach seiner aktiven Zeit war Giele zunächst als Trainer der Stadtligamannschaften (Damen und Herren) des SV St. Georg von 1895 tätig. 1973 war Giele Co-Trainer der deutschen Handballnationalmannschaft der Männer und Betreuer der B-Nationalmannschaft. 1977 war er Trainer der Handballnationalmannschaft Kuwaits und später in Saudi-Arabien als Nationaltrainer tätig.